# 鋸腹脂鯉
鋸腹脂鯉為輻鰭魚綱脂鯉目脂鯉亞目锯脂鲤科的其中一個種，分布於南美洲埃塞奎博河流域，體長可達20公分，棲息在底中層水域，生活習性不明，可做為觀賞魚。有近似人類牙齒，強而有力可能造成創傷。是食人魚的近親。

## 習性
鋸腹脂鯉俗名「切蛋魚」，原本屬草食性，後因受到環境的變遷而變成偏向肉食性的雜食性，因而變得兇猛。

## 扩展阅读
維基物種上的相關：鋸腹脂鯉